# Мікаела Табб
Мікае́ла Та́бб (англ. Michaela Tabb, 11 грудня 1967, Бат, Англія, Велика Британія) — лідер серед жінок-рефері з пулу та снукеру. Раніше грала у «вісімку» (різновид пулу), входила в Шотландську жіночу збірну з пулу з 1992 по 2003, вигравала британські та європейські чемпіонати. Є співзасновником турніру  Світова Серія снукеру.

## Кар'єра гравця в пул
Табб почала грати у 1991 році й вже в наступному році була прийнята до шотландської національної збірної з пулу. В 1997 та 1998 команда взяла 2 «Великих Шолома», послідовно виграючи Кубок націй, чемпіонат Європи та чемпіонат світу для жінок в обох сезонах. Табб була капітаном команди до 2003 року. Її сестра, Джульєтт Табб, також грала в Шотландській збірній з 1996 по 2008 рік.
В одиночному розряді Табб виграла у 1997 році чемпіонат Великої Британії з пулу. У наступному році вона виграла чемпіонат Європи з пулу серед жінок, що проходив в Гібралтарі.

## Кар'єра судді з пулу
Табб розпочала залучатися до суддівства в 90-х роках, коли вона та її чоловік, професіональний гравець у пул Росс Макіннес, почали проводити власні турніри в «вісімку» і «дев'ятку» (різновиди гри в пул). Згодом чоловік всіляко заохочував її бажання стати професійним рефері.
Її професійний дебют відбувся на турнірі St. Andrew's Cup в «дев'ятку» у вересні 1997 року. Телевізійний дебют відбувся в наступному році, коли турнір St. Andrew's Cup-1998 став висвітлюватися телекомпанією SKY-TV. Мікаела Табб заслужила повагу гравців і глядачів.

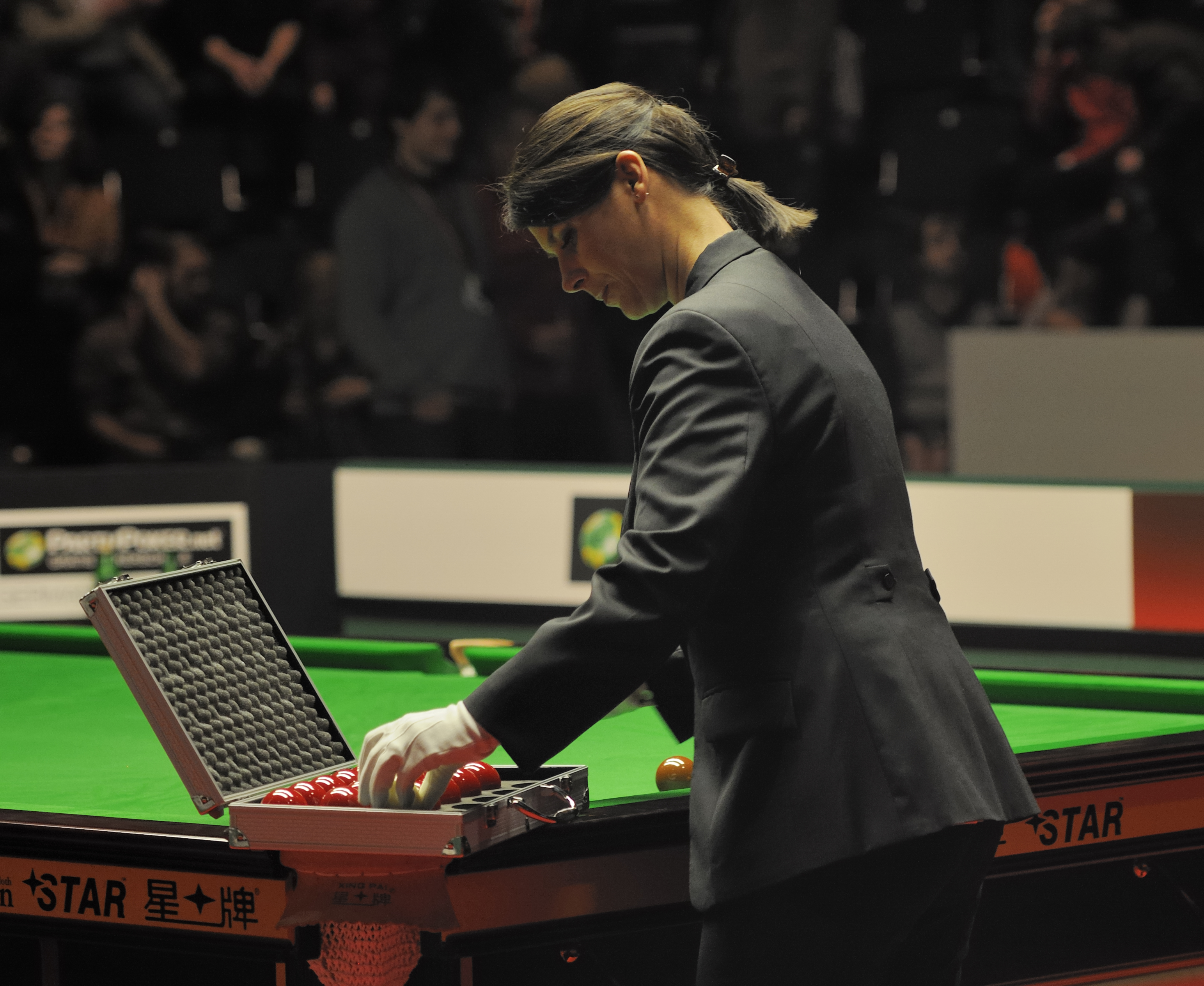
Michaela Tabb. German Masters 2012.

## Кар'єра судді зі снукеру
У 2001 Джим Маккензі, тодішній керівник  World Snooker Association, запросив Мікаелу до снукеру, відкрито визнаючи той факт, що хоче додати гламуру в досить скромний образ спортивного рефері. Він обійшов правило п'ятирічного навчання, надавши Табб скорочений курс, що викликало певне незадоволення відповідальних осіб та інших рефері. Вона була кваліфікована на третій клас, і її дебют в обслуговуванні рейтингового турніру відбувся на  Welsh Open, 23 січня 2002, в матчі Кен Догерті — Джеймс Ваттана. 19 квітня 2003 року відбувся її дебют в Крусіблі на  чемпіонаті світу зі снукеру 2003, коли в першому колі вона судила матч між  Марком Кінгом та Дрю Генрі.
У липні 2003  World Snooker Association перервав контракт з Табб, нібито на підставі недостатності фінансування і, в зв'язку з цим, скороченням суддівського корпусу, однак вже у вересні з нею уклали новий контракт.

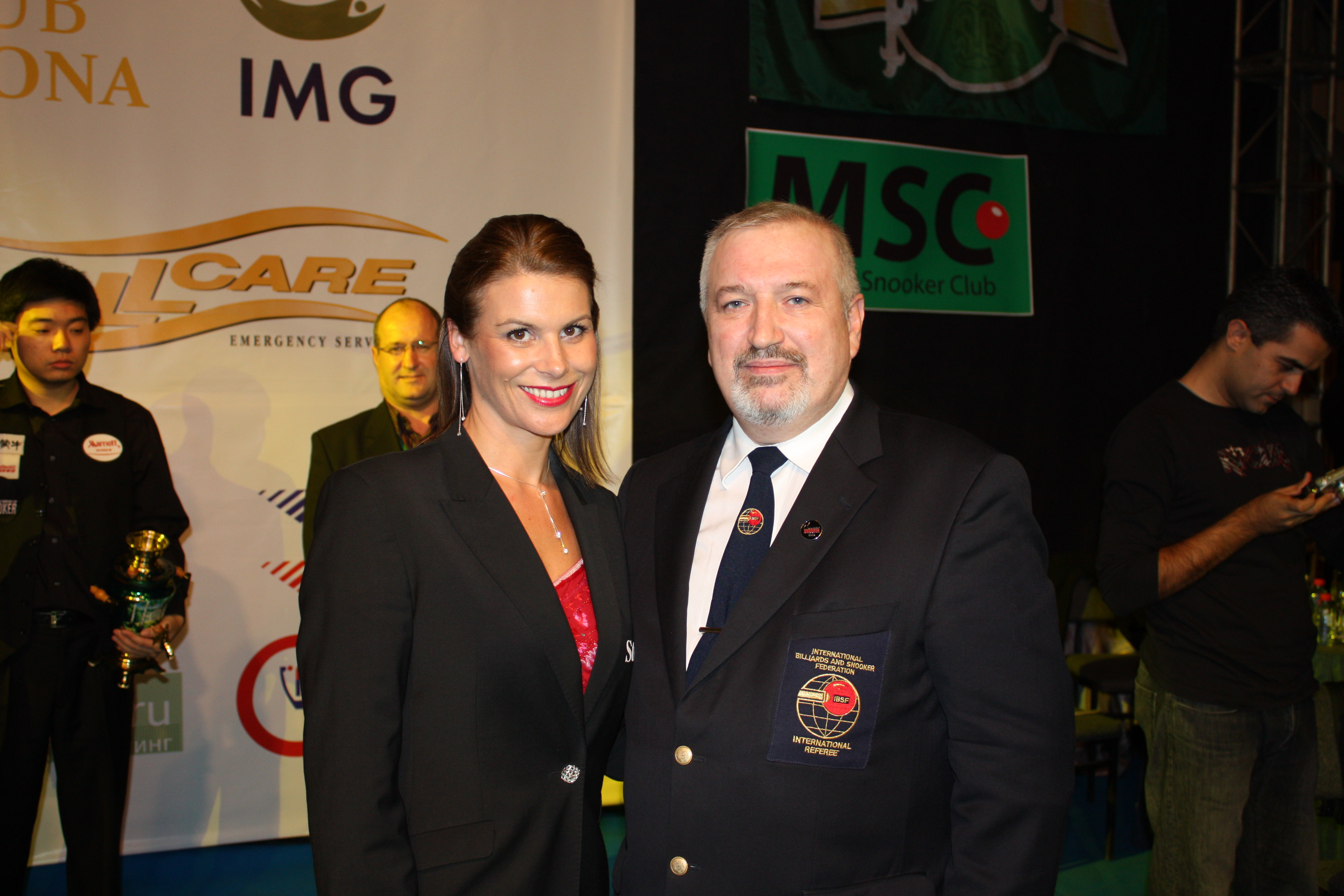
Мікаела Табб та Володимир Сініцин на турнірі World Series of Snooker — 2008 у Москві

18 лютого 2007 року в Ньюпорті на  Welsh Open-2007 Табб стала першою жінкою-рефері, яка обслуговувала фінал рейтингового турніру, в якому зустрічалися Ніл Робертсон та Ендрю Хіггінсон (рахунок 9:8).
20 січня 2008 року вона судила фінал  Мастерс на Уемблі в Лондоні: Марк Селбі — Стівен Лі (рахунок 10: 3).
5 квітня 2009 року вона судила фінал  China Open, де Пітер Ебдон обіграв  Джона Хіггінса з рахунком 10:8.
4 і 5 травня 2009 року вона судила фінальний матч  чемпіонату світу зі снукеру 2009 між Джоном Хіггінсом і  Шоном Мерфі, де верх взяв Хіггінс — 18:9 — і завоював свій третій чемпіонський титул.
У 2008–2009 роках разом з Джоном Хіггінсом і його менеджером Патріком Муні була співзасновником турніру  Світова Серія снукеру, проведення якого поки що призупинено.

## Персональне життя
Мікаела навчалась в  Університеті Глазго, де вивчала хімію, біологію та соціологію, проте не закінчила його, тому що перед тим, як вона мала отримати статус професійного рефері, була змушена працювати, що забирало багато часу.
Проживає в Данфермліні, Шотландія, разом з чоловіком, Россом Макіннесом, і двома синами — Морганом (1997) і Престоном (2007).